# Alfred Molina
Alfred Molina, geboren als Alfredo Molina (Paddington (Londen), 24 mei 1953) is een Brits-Amerikaans acteur. Hij werd voor zijn rollen in The Accountant (1989) en Frida (2002) genomineerd voor BAFTA Awards. Voor Frida werd hij tevens genomineerd voor een Satellite Award evenals voor zijn rol als Dr. Octopus in Spider-Man 2.

## Biografie

### Vroege jaren
Molina is een zoon van een Spaans communist uit Madrid die werkzaam was als kelner en chauffeur. Zijn moeder is een Italiaanse huishoudster, die ook in hotels en als kokkin werkzaam is. Hij besloot om acteur te worden, nadat hij op 9-jarige leeftijd naar Spartacus keek, en volgde lessen aan de Guildhall School of Music and Drama.

### Carrière
In 1978 was Molina met Leonard Rossiter te zien in de sitcom The Losers. Hij maakte zijn filmdebuut met een kleine rol in Raiders of the Lost Ark (1981) als Satipo, de bange gids van Indiana Jones, in de openingsscène van de film. Zijn grote doorbraak had hij met Letter to Brezhnev in 1985, gevolgd door een hoofdrol in Prick Up Your Ears (1987), waarin hij te zien was als de geliefde van Joe Orton, Kenneth Halliwell.
Molina was onder andere te zien in de films Species, Dudley Do-Right, Chocolat, Not Without My Daughter en Enchanted April. Hij heeft tweemaal met Paul Thomas Anderson gewerkt, eerst in Boogie Nights, daarna in Magnolia. In 2002 werd hij bekend bij een groter publiek met zijn rol als de Mexicaanse muralist Diego Rivera in de film Frida waarin ook Salma Hayek te zien was. De rol leverde hem BAFTA- en SAG-nominaties op. In 2004 verwierf hij opnieuw bekendheid toen hij werd gecast als Dr. Octopus in Spider-Man 2, een van de bestbezochte films van dat jaar. In 2006 was hij te zien in The Da Vinci Code, dat eveneens een groot commercieel succes werd.

### Privéleven
Tussen 1986 en 2020 was Molina getrouwd met actrice Jill Gascoine. Zij overleed in april 2020. Hij heeft een dochter, Rachel (1980) uit een eerdere relatie, en twee stiefzonen, Adam en Sean, uit Jills eerste huwelijk. Hij is de opa van Alfie (2003) en Layla (2006).
Molina is sinds 2021 gehuwd met regisseur en scenarioschrijver Jennifer Lee, tevens chief creative officer van Disney Animation Studios.

## Filmografie
- Star Wars: Skeleton Crew (2024) - Benjar Pranic (stem)
- Harold and the Purple Crayon (2024) - de verteller
- DC League of Super-Pets (2022) - Jor-El (stem)
- Spider-Man: No Way Home (2021) - Otto Octavius / Doctor Octopus
- Monsters at Work (2021-2024) - Professor Knight (stem)
- Frozen II (2019) - Koning Agnarr (stem)
- Ralph Breaks the Internet (2018) - Double Dan (stem)
- Secret in Their Eyes (2015) – Martin Morales
- Monsters University (2013) - Professor Knight (stem)
- Abduction (2011) – Frank Burton
- Rango (2011) – Roadkill (stem)
- Law & Order: Los Angeles (2010) – Ricardo Morales
- The Sorcerer's Apprentice (2010) – Maxim Horvath
- Prince of Persia: The Sands of Time (2010) – Sheik Amar
- Lessons in Self-Defense (2009) – Ben
- Wonder Woman (2009) – Ares (stem)
- An Education (2009) – Jack
- The Lodger (2009) – Chandler Manning
- The Pink Panther Deux (2009) – Randall Pepperidge
- Nothing Like the Holidays (2008) – Edy Rodriguez
- Silk (2007) – Baldabiou
- The Ten Commandments (2007) – Ramses (stem)
- The Little Traitor (2007) – Dunlop
- Chill Out, Scooby-Doo! (2007) – professor Jeffries (stem)
- The Moon and the Stars (2007) – Davide Rieti
- The Da Vinci Code (2006) – bisschop Aringarosa
- Orchids (2006) – Cliff
- The Hoax (2006) – Dick Suskind
- As You Like It (2006) – Touchstone
- 2004 – Crónicas  – Victor Hugo Puente
- Spider-Man 2 (2004) – Doc Ock / Dr. Otto Octavius
- Suchîmubôi (2004) – Dr. Eddie Steam (stem Engelstalige versie aka Steamboy)
- My Life Without Me (2003) – Anns vader
- Identity (2003) – Dr. Malick
- Coffee and Cigarettes (2003) – Alfred
- Luther (2003) – Johann Tetzel
- Frida (2002) – Diego Rivera
- Ape (2002) – Mendez
- Plots with a View (2002) – Boris Plots
- Murder on the Orient Express (2001) (2001) – Hercule Poirot
- Texas Rangers (2001) – John King Fisher
- Chocolat (2000) – Comte de Reynaud
- The Miracle Maker (2000) – Simon de Farizeeër
- Dudley Do-Right (1999) – Snidely K. 'Whip' Whiplash
- Magnolia (1999) – Solomon Solomon
- Anna Karenina (1997) – Levin
- Boogie Nights (1997) – Rahad Jackson
- The Man Who Knew Too Little (1997) – Boris 'the Butcher' Blavasky
- Species (1995) – Dr. Stephen Arden
- Maverick (1994) – Angel
- Enchanted April (1992) – Mellersh Wilkins
- Not Without My Daughter (1991) – Moody
- Prick Up Your Ears (1987) – Kenneth Halliwell
- Letter to Brezhnev (1985) – Sergei
- Raiders of the Lost Ark (1981) – Satipo